# 卡馬拉-德洛布什
卡馬拉-德洛布什（葡萄牙語：Câmara de Lobos）是葡萄牙的一座城市。2001年，全市有人口34,614人。位於馬德拉島的中南部沿海。是馬德拉島上的第二大都市。農業是漁業是這裡的主要產業。近年來旅遊業也快速發展。

## 姐妹城市
- 義大利 福里奧[1]

## 外部連結
- 维基导游上有關卡馬拉-德洛布什的旅行指南
- 维基共享资源上的相關多媒體資源：卡馬拉-德洛布什
- Câmara de Lobos Suas Gentes, História e Cultura